# Монтеверди Маритимо
Монтеверди Маритимо (итал. Monteverdi Marittimo) је насеље у Италији у округу Пиза, региону Тоскана.
Према процени из 2011. у насељу је живело 365 становника. Насеље се налази на надморској висини од 334 м.

## Становништво
Према резултатима пописа становништва 2011. у општини је живело 778 становника.
| 1931. | 1936. | 1951. | 1961. | 1971. | 1981. | 1991. | 2001. | 2011. |
| ----- | ----- | ----- | ----- | ----- | ----- | ----- | ----- | ----- |
| 1.924 | 2.059 | 1.933 | 1.433 | 980   | 847   | 755   | 701   | 778   |